# Beyond the Sea (film, 2004)
Pour les articles homonymes, voir Beyond the Sea.
Pour plus de détails, voir Fiche technique et Distribution.
Beyond the Sea (Bobby Darin au Québec) est un film musical germano-américano-britannique réalisé par Kevin Spacey, sorti en 2004. Il raconte, de manière très romancée, la vie du chanteur Bobby Darin et sa rencontre avec l'actrice Sandra Dee.

## Synopsis
Walden Robert Cassoto, natif du Bronx est enfant pauvre et souffreteux. Au milieu des années 1950, sous le nom de Bobby Darin, il devient l’un des chanteurs américains les plus en vogue des années 1950 jusqu'aux années 1970.

## Fiche technique
- Titre québécois : Bobby Darin
- Titre original et français : Beyond the Sea
- Réalisation : Kevin Spacey
- Scénario : Kevin Spacey et Lewis Colick
- Musique : Bobby Darin
- Direction de la photographie : Eduardo Serra
- Décors : Andrew Laws, Marina Morris, Ashley Cannon
- Costumes : Ruth Myers
- Montage : Trevor Waite
- Producteurs : Jan Fantl, Arthur Friedman, Andy Paterson, Kevin Spacey
- Sociétés de production : Lions Gate Films (États-Unis), Trigger Street Productions (États-Unis), Archer Street Productions (Royaume-Uni), QI Quality International GmbH & Co. KG (Allemagne)
- Sociétés de distribution : Lionsgate (États-Unis), Entertainment Film Distributors (Royaume-Uni), Solo Film Verleih (Allemagne)
- Budget : 24 millions de dollars
- Pays de production :  Allemagne,  États-Unis,  Royaume-Uni
- Langue originale : anglais
- Format : noir et blanc et couleur — 2.35:1 (Scope) — Dolby Digital — 35 mm
- Genre : drame biographique, musical
- Durée : 118 minutes
- Dates de sortie[1] : 
  - Canada : 11 septembre 2004 (festival international du film de Toronto)
  - États-Unis : 29 décembre 2004 (festival international du film de Toronto)

## Distribution
Légende : V. F. = Version Française et V. Q. = Version Québécoise
- Kevin Spacey (VF : Gabriel Le Doze ; VQ : Daniel Picard) : Bobby Darin
- Kate Bosworth (VQ : Pascale Montreuil) : Sandra Dee
- John Goodman (VF : Antoine Tomé ; VQ : Hubert Gagnon) : Steve Blauner
- Bob Hoskins (VF : Gérard Boucaron ; VQ : Louis-Georges Girard) : Charlie Cassotto Maffia
- Brenda Blethyn (VQ : Claudine Chatel) : Polly Cassotto
- Greta Scacchi (VQ : Élise Bertrand) : Mary Duvan
- Caroline Aaron (VF : Marie Madeleine Burguet Le Doze ; VQ : Marie-Andrée Corneille) : Nina Cassotto Maffia
- Peter Cincotti (VQ : François Godin) : Dick Behrke
- William Ullrich : Bobby Darin, enfant
- Matt Rippy (VQ : Gilbert Lachance) : David Gershenson
- Gary Whelan (VQ : Guy Nadon) : Jules Podell

## Distinctions

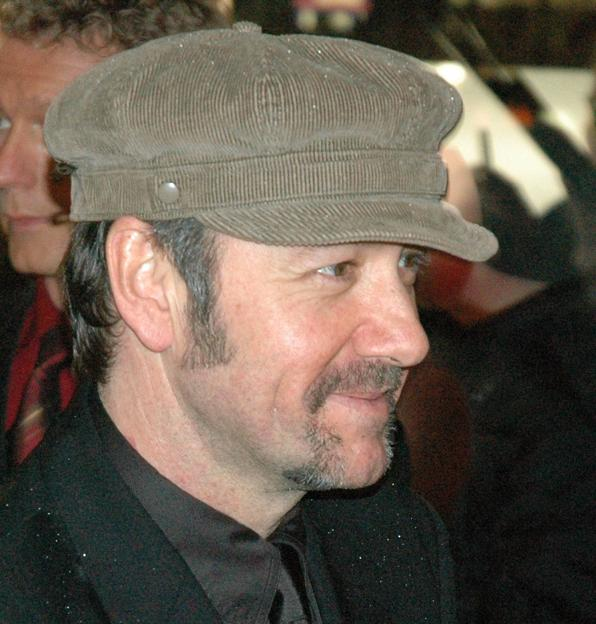
L'acteur principal et réalisateur Kevin Spacey, pour la présentation du film à la Berlinale 2005.

- Broadcast Film Critics Association Awards 2005 : 
  - Film nommé pour le prix de la Meilleure musique de film
  - William Ullrich nommé pour le prix du Meilleur jeune acteur
- Golden Globes 2005 : Kevin Spacey nommé pour le Golden Globe du meilleur acteur dans un film musical ou une comédie
- Motion Picture Sound Editors 2005 : Andrew Glen (montage musical) nommé pour le prix du Meilleur montage son d’un film musical
- Grammy Awards 2006 : Kevin Spacey et Phil Ramone (producteur) nommés pour le prix du Meilleur album de musique de film de cinéma, de télévision ou d’autres médias visuels

## Anachronisme
On peut voir dans le studio d'enregistrement, l'action se passant en 1960, des préamplificateurs Quad 33 et des magnétophones ReVox B77 dont les dates de sortie sont respectivement 1967 et 1979. 